# 奧之心數字科技
奧之心數字科技株式會社（日语：OMデジタルソリューションズ，直譯為OM數位解決方案）是日本的光學數位電路設備製造商，主要客戶為企業和一般消費者，於2021年1月收購精密機械公司奧林巴斯的影像產品部門。

## 歷史
2020年9月30日，奧林巴斯宣布已和金融投資方日本產業夥伴達成協議，將該公司的影像部門（包括數位相機、錄音機和雙筒望遠鏡）轉移至其新成立的全資子公司OM數位解決方案，但工業顯微鏡等業務則未被分出。2021年1月1日，OM數位解決方案的95％股份轉讓予日本產業夥伴專門設立的OJ控股公司（OJ Holdings, Ltd），而奧林巴斯則保留剩餘的5％。自2018年起擔任原影像部門負責人的被任命為奧之心數字科技社長。
部門拆分後，影像產品的營銷和研發業務將遷往奧之心數字科技位於八王子市的總部，生產則同樣由越南同奈省的工廠負責。原奧林巴斯的「OM-D」、「PEN」、「Zuiko」品牌亦由該公司接管。台灣地區的相機產品業務則由原奧林巴斯的總代理商元祐實業負責。
歐洲業務由位於德國漢堡的「OM數位解決方案GmbH」（OM Digital Solutions GmbH）負責，由市場經理克里斯蒂·加利亞（Kristie Galea）管理。

## 產品
奧之心數字科技接手銷售和製造過去由奧林巴斯生產的所有影像產品。該公司暫時仍以「奧林巴斯」的名義銷售相機產品，鏡頭沿用Zuiko品牌（原奧林巴斯的光學鏡頭品牌）名稱，無反光鏡相機則改使用OM System品牌名稱。
2021年6月，奧之心數字科技推出該公司首款微4/3系統相機－奧林巴斯PEN E-P7和M.Zuiko Digital ED 8-25 mm F4.0 PRO鏡頭。

## 外部連結
- 官方网站
- ペンちゃん【OMデジタルソリューションズ公式】的X（前Twitter）
- オリンパスカメラ的Facebook專頁